# Villeroux
Pour les articles homonymes, voir Villeroux (homonymie).
Ne doit pas être confondu avec Villeroux (Vaux-sur-Sûre).
Villeroux fait partie de l'entité de Chastre (Belgique) depuis les fusions de communes.

## Patrimoine

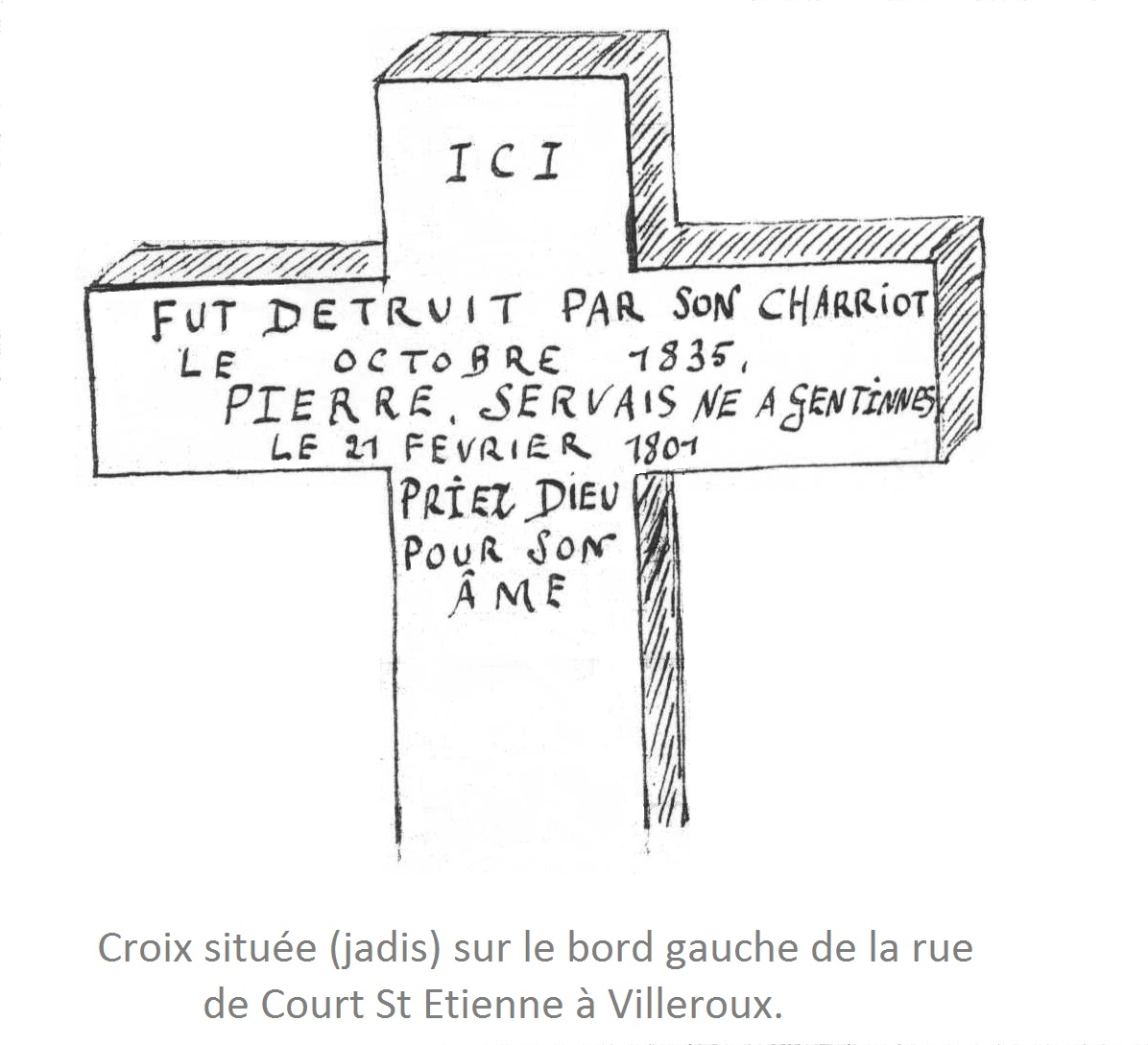
Cénotaphe à Pierre Servais (1801-1835)

- L'église Saint-Jean-Baptiste (1758), presbytère de 1687.
- La ferme située rue de la Brasserie.
- La ferme Thirion située rue d'Hévillers, ferme en carré du XIXe siècle.
- La ferme du Castillon, ancrages de 1680 située rue du Village.
- La ferme des Templiers,
- La chapelle Notre-Dame Bon Secours
- La chapelle St Thibaut
- Le cénotaphe de Pierre Servais (1801-1835);  situation approx.: 50° 36′ 21″ N, 4° 35′ 54″ E